# Queen: As It Began
A Queen: As It Began a brit Queen rockegyüttes történetét feldolgozó könyv. Jacky Gunn írta Jim Jenkins közreműködésével. A legtöbben ezt tekintik de facto az együttes hivatalos életrajzának. A készítésének kezdetei 1988-ig nyúlnak vissza, ekkor kezdte Gunn és Jenkins összegyűjteni és rendszerezni az együttesről fellelhető adatokat, interjúkat készítettek a tagokkal, és azok családtagjaival. Gunn tíz évig a Hivatalos nemzetközi Queen rajongói klub titkára volt, az együttes és a rajongók közti kapcsolattartóként nagy rálátása volt a zenekarral kapcsolatos dolgokra. Jenkins (ahogy Brian May fogalmaz a könyv számára írt előszavában) "független, a szuperrajongó archetípusa". A készülő kéziratot még Mercury is elolvasta 1991 elején.
A könyv tartalmazza az együttes részletes történetét, az egyes tagok életrajzát a gyermekkoruktól kezdve, fotókat az együttesről, valamint az addig megjelent kiadványaik felsorolását 35 oldalon.
A kritikák vegyesen fogadták a könyvet: általános vélekedés szerint érződött rajta, hogy amatőr írók munkája, mások pedig felrótták, hogy minden bulvár jellegű történet szerepelt benne.

## Tartalomjegyzék
1. Brian Harold May BSc
2. Roger Meddows Taylor BSc
3. The Smile Era
4. Freddie Mercury Dip. A.D.
5. As It Began
6. John Richard Deacon BSc
7. The Trident Years
8. Conquering Japan
9. The John Reid Epoch
10. Financial Independence
11. Crazy Ideas
12. Triumph Over America
13. South America Bites The Dust
14. A Change of Direction
15. A Classic Collection
16. Going Solo
17. Back into Action
18. Controversy Reigns
19. From Rio to History
20. Live Aid
21. A Magic Year
22. Barcelona or Bust
23. A Different Perspective
24. Personal Turmoil
25. The Miracle
26. Twenty-First Celebrations
27. So Sad It Ends

## Külső hivatkozások
- Google Books információk